# NB-13 Partizan
NB-13 Partizan bio je naoružani brod u sastavu mornarice NOVJ. Izvorno je bio tunolovac. Uz NB-11 Crvenu zvijezdu, bio je najbolje naoružan partizanski brod.
Potopljen je greškom savezničkih zrakoplova 20. listopada 1944. koji su ga zamijenili za neprijateljski brod.